# Аль-Мунзир
аль-Мунзир (Абу-л-Хакам Мунзир ибн Мухаммад; араб. أبو الحكم المنذر بن محمد‎; умер в 888) — эмир Кордовы (886—888), сын Мухаммада I, представитель династии Омейядов.

## Биография
В период правления своего отца аль-Мунзир командовал арабскими войсками, действовавшими против христианских государств Северной Испании и ренегатских мятежников Бану Каси.
В 865 году он провёл не совсем удачную кампанию против короля Астурии Ордоньо I в долине реки Дуэро. Позже он пытался полностью завоевать Астурию, но потерпел поражение в 878 году при Вальдеморе от короля Альфонсо III.
Аль-Мунзир также в 883 году совершил военную экспедицию против ренегатского вестготского семейства Бану Каси, создавшего в Южном Арагоне независимое государство, союзное Астурии, но также потерпел поражение. Однако, в следующем году он смог изгнать мятежного эмира ибн Марвана из Бадахоса.
В 886 году, после смерти отца, аль-Мунзир стал эмиром Кордовы. В течение двух лет своего правления он продолжал борьбу с повстанцами Умара ибн Хафсуна, начавшуюся в последние годы правления Мухаммада I.
Аль-Мунзир умер в 888 году в Бабастро, по всей вероятности, был убит своим братом Абдаллахом, ставшим эмиром после его смерти.